# Фахртдинов, Павел Маратович
Па́вел Мара́тович Фахртди́нов (род. 30 мая 1982, Электросталь) — российский поэт, музыкант, автор-исполнитель. Один из основателей группы «Проект ХБ» (2011-2021), участник квартета «Необарды» (2020-2022).

## Биография
Павел Маратович Фахртдинов родился 30 мая 1982 в городе Электросталь, в русско-татарской семье. Его отец, Марат Анваршаевич Фахртдинов (род. 17.11.1958) тоже является автором-исполнителем, руководил клубом авторской песни, мать была солисткой фольклорно-этнического ансамбля. В 2004 году окончил юридический факультет Государственной классической академии им. Маймонида.
Лауреат нескольких фестивалей, в том числе Грушинского фестиваля авторской песни. Участник различных литературных, музыкальных и литературно-музыкальных мероприятий и проектов, в том числе фестиваля «Сотворение мира» (2010). Постоянный участник фестиваля «Даждь» с 2001 года, участник фестиваля «Как бы фест». Неоднократный хэдлайнер арт-фестиваля Baikal-live (Байкал, Иркутск). В 2004 году написал музыку к спектаклю «Два ангела» (пьеса Александра Минаева по рассказам Андрея Платонова).
С марта 2022 года живёт в Париже. В 2022—2023 дал несколько концертов в России.

## Дискография
- 2004 — Два ангела (музыка и песни к спектаклю)
- 2005 — Выходи на улицу
- 2008 — Предполётная (Павел Фахртдинов Сотоварищи)
- 2009 — ПовтВоренье
- 2011 — Долго в воде, потом раз — и выныриваешь! (Павел Фахртдинов Сотоварищи)
- 2013 — Формация (Павел Фахртдинов и Jazzband Jim Beam)
- 2015 — XYZ (в рамках Проекта ХБ)
- 2017 — Родина (в рамках Проекта ХБ)
- 2018 — Время хайпа (в рамках Проекта ХБ)
- 2020 — Нет страха[12][13]
- 2022 — Песни Эдгара По (в рамках Проекта ХБ)[14]
- 2025 — Переход[15]

## Клипы
- 2019 — Проект ХБ: Адажио
- 2019 — Проект ХБ: Время Хайпа
- 2019 — Проект ХБ: МНКТБ
- 2020 — Дедушка Мороз — c Алексеем Кортневым, Сергеем Чекрыжовым и Александром Родовским
- 2020 — Просто играй своё сердце — участвуют Михаил Прошин, Алексей Вдовин, Александр Сомов, Константин Арбенин, Тимофей Яровиков, Полина Сибагатуллина, Александр Щербина, Дмитрий Дубров, Сергей Калугин, Максим Демидов, Алексей Романов, Леонид Каганов, Псой Короленко, Тимур Ведерников и Катя Котёночкина, Алексей Иващенко, Роман Филиппов, Olivier Fourcade, Сергей Дмитриев, Александр Родовский, Юлия Теуникова, Василий Уриевский, Йолли Сахно, Павел Пиковский, Алиса Ракуль, Марат Фахртдинов, Ольга Фахртдинова, Сергей Дорошенко, Андрей Мышкин и другие[16]
- 2020 — Несколькочасовдороги
- 2020 — Проект ХБ: Мы Встретимся Скоро
- 2021 — Новый год — c Алексеем Кортневым, Сергеем Чекрыжовым и Александром Родовским[17]
- 2021 — Только это важно — с Максимом Леонидовым
- 2021 — Космос
- 2021 — Мечты — Пётр Вахрудонов feat. Партизан FM
- 2022 — Праздник победы над человечностью[18]
- 2023 — Человек, от которого плохо всем — с Михаилом Сегалом[19]
- 2023 — Israeli Musicians / Pavel Fakhrtdinov — Play! (Nagen!) — на иврите
- 2023 — Ненависть[20][21]
- 2023 — Нету меня одинокей — с хором «Soli-Tutti» (Париж)
- 2025 — Как ты

## Достижения
Павел Фахртдинов — лауреат XXX Грушинского фестиваля (2003) в номинации «Исполнители», а также IV Международного фестиваля авторской песни «Петербургский аккорд — 2002» в номинации «Исполнители-солисты», фестиваля «Второй канал» (2006) в номинации «Поэзия». Квартет «Необарды», участником которого является Павел, — обладатель международной литературно-музыкальной премии «Звёздный билет» в номинации «Музыка» (Аксёнов-фест, 2021).

## Сотрудничество с другими исполнителями
В 2013 году в Иркутске, после выступления на фестивале Baikal-live, совместно с Олегом Медведевым и Михаилом Башаковым был записан  клип "Колыбельная лету", в память Иркутскому исполнителю Руслану Бажину (автору текста песни).
В 2011 году организовал группу «Проект ХБ» совместно с Алексеем Вдовиным и Максимом Демидовым, позже к группе присоединился Дмитрий Дубров (Plotnik82).
Во время пандемии COVID-19 в 2020 году начал выступать квартетом с Ромарио (Романом Луговых), Павлом Пиковским и Василием Уриевским — через некоторое время ансамбль стал называться «Необарды». Ансамбль — участник и почётный гость российских фестивалей (Грушинский фестиваль, Ural Music Night), обладатель международной литературно-музыкальной премии «Звёздный билет» в номинации «Музыка» (Аксёнов-фест, 2021).